# Raúl Isiordia
Raúl Isiordia Ayón (Tepic, 22 dicembre 1952) è un ex calciatore messicano, di ruolo centrocampista.

## Carriera
Con la Nazionale messicana ha preso parte al campionato del mondo 1978, tenutosi in Argentina.